# Oxytropis ochrocephala
Oxytropis ochrocephala är en ärtväxtart som beskrevs av Aleksandr Andrejevitj Bunge. Oxytropis ochrocephala ingår i släktet klovedlar, och familjen ärtväxter.

## Underarter
Arten delas in i följande underarter:
- O. o. longibracteata
- O. o. ochrocephala